# Arbeteta
Arbeteta és un municipi de la província de Guadalajara, a la comunitat autònoma de Castella-La Manxa.

## Demografia
| 1991 |  | 1996 |  | 2001 |  | 2004 |  | 2007 |  | 2021 |
| ---- |  | ---- |  | ---- |  | ---- |  | ---- |  | ---- |
| 51   |  | 52   |  | 64   |  | 59   |  | 50   |  | 20   |